# Omar Di Monopoli

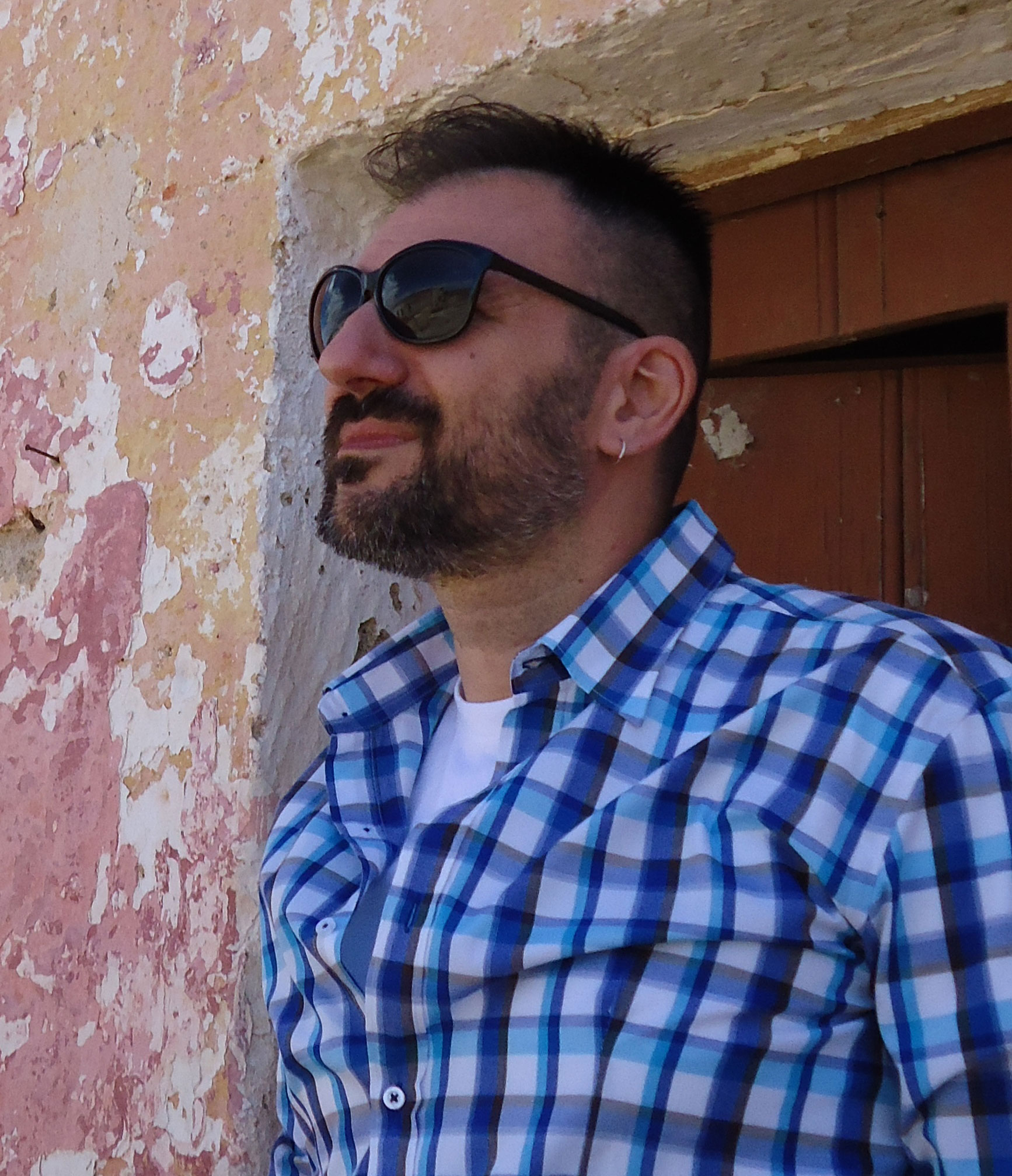
foto dello scrittore

Omar Di Monopoli (Bologna, 11 ottobre 1971) è uno scrittore italiano.

## Biografia
Dopo aver lavorato per un decennio come redattore e grafico all'interno di numerose piccole realtà editoriali del Salento, dove vive, si è affacciato nel panorama culturale nazionale nel 2007 entrando a far parte del catalogo di autori delle edizioni milanesi ISBN.
Il suo primo romanzo, Uomini e cani, s'impernia sulle vicende di un gruppo di sfollati pugliesi costretti ad abbandonare le proprie abitazioni abusive per lasciar spazio alla creazione di un parco naturale sul quale convergono grossi interessi politici e affaristici. Il romanzo, costruito per scene alla maniera di un'opera filmica, si caratterizza per l'utilizzo di un efficace impasto linguistico che innesta un italiano aulico e fortemente evocativo a un dialetto assai onomatopeico e indefinito. La critica coniò per la particolare tipologia del libro la definizione di «western-pugliese», un'etichetta che lo stesso autore ha in seguito fatto propria riferendo delle influenze del cinema e della letteratura di genere e in particolare degli spaghetti-western nella sua produzione.
L'anno successivo, nel 2008, l'autore ha dato alle stampe Ferro e fuoco, anche questa una storia corale, questa volta ambientata tra i nuovi schiavi della raccolta nei campi dello sperone del Gargano. Anche in questo romanzo le commistioni con il linguaggio cinematografico d'impronta noir e western sono considerevoli e la prospettiva cruenta ed esasperata del primo romanzo si amplifica in una giustapposizione di registri. Il modello narrativo cui l'autore guarda con maggiore attenzione è il southern-gothic, tipica letteratura del sud degli Stati Uniti d'America che ha in William Faulkner e Flannery O'Connor i maggiori esponenti.
Nel 2010, per la medesima casa editrice, è uscito La legge di Fonzi, terzo capitolo di questa ideale trilogia neo-western che narra di vicende ambientate in un paesino fittizio del brindisino stretto tra le maglie della Sacra Corona Unita. Come per i due libri precedenti, l'autore predilige la mescolanza di più filoni cercando di raccontare in chiave iperbolica un meridione inaspettato e mai oleografico, del tutto antitetico rispetto all'iconografia da cartolina promossa dalle associazioni turistiche. La chiave di lettura sociale si fonde con il ritmo della letteratura pulp proponendo un'opera dalla doppia valenza: un puro prodotto d'evasione da una parte e una riflessione sulle perenni problematiche di un mezzogiorno mai davvero affrancatosi dalla questione meridionale dall'altra. Anche di questo libro sono stati ceduti i diritti di sfruttamento cinematografico e il Torino Film Lab http://www.torinofilmlab.it/projects/92-fonzi-s-law ne ha inserito il trattamento all'interno di un http://www.torinofilmlab.it/projects/92-fonzi-s-law di lavoro, affidando alla giovane regista Gaelle Denis le sorti della pellicola, Archiviato il 24 gennaio 2021 in Internet Archive.
Nel 2014 pubblica la raccolta di racconti Aspettati l'inferno, sorta di rollercoaster letterario in cui l'autore pugliese gioca coi generi descrivendo la sua terra con toni ora lirici ora divertiti: l'avventura, l'horror, il gotico, la fiction storica e quella fantascientifica si affacciano tra le pagine di questa composita antologia, portando avanti in dieci scoppiettanti novelle quel discorso di desacralizzazione dell'immagine tutta sole, vento e incanto che caratterizza il Mezzogiorno per focalizzare l'attenzione sulle sue molteplici contraddizioni. Il paese descritto in questo libro è un'immensa periferia cresciuta all'ombra dell'abusivismo più bieco, impantanata tra la brutalità delle mafia e i miasmi degli impianti siderurgici, popolata da gangster d'accatto, fattucchiere di provincia, pescatori albini, eremiti pazzoidi e persino gigantesci lombrichi mutanti.
Uomini e cani ha vinto la 9ª edizione del Premio Letterario Edoardo Kihlgren Città di Milano 2008, che è stato assegnato all'autore il 19 maggio al teatro della Barona, Milano. Da allora l'autore non ha mai smesso di pubblicare racconti e articoli su riviste, antologie e siti letterari, ha collaborato come soggettista con il regista e produttore Edoardo Winspeare ed ha scritto il radiodramma L'Uomo Termoionico per Radio Rai3. Scrive periodicamente per le pagine culturali de La Stampa, La Repubblica, Rolling Stone Italia, La Gazzetta del Mezzogiorno e il Fatto Quotidiano
Nel 2016 l'autore ha ufficializzato il suo ingresso nella casa editrice Adelphi con il romanzo Nella perfida terra di Dio. Il medesimo editore ha rimandato in stampa, in versione rivista e aggiornata, il suo romanzo d'esordio, annunciando il recupero dell'intera backlist mentre il romanzo Brucia l'aria è uscito per i tipi di Feltrinelli, editore per il quale ha dato alle stampe anche In principio era la Bestia, romanzo gotico ambientato sempre al Sud e finalista al Premio Scerbanenco 2023. È invece del 2025 la pubblicazione di un progetto extra-narrativo: si tratta di Troppo Sud  un volume fotografico uscito per le edizioni Low.
Dal romanzo Nella perfida terra di Dio è in fase di sviluppo una riduzione cinematografica mentre nel 2022 la Sergio Bonelli Editore ne ha curato la trasposizione in fumetto.
È in giuria nella 33ª edizione del Premio Italo Calvino.

## Opere
- Nel buio. Storie di fantasmi nel Salento, ISBN Edizioni, 2002, ISBN 978-88-49-70108-1.
- O. Di Monopoli-Virginia Peluso, A levante. Storie di un film, Edizioni dell'Iride, 2003, ISBN 978-88-88-29530-5.
- Uomini e cani, ISBN Edizioni, 2007, ISBN 978-88-76-38055-6. - nuova edizione: collana Fabula, Adelphi, 2018, ISBN 978-88-4593-284-7.
- Ferro e fuoco, ISBN Edizioni, 2008, ISBN 978-88-76-38103-4.
- La legge di Fonzi, ISBN Edizioni, 2010, ISBN 9788876381881.
- Aspettati l'inferno, ISBN Edizioni, 2014, ISBN 978-88-76-38461-5.
- Nella perfida terra di Dio, Collana Fabula, Milano, Adelphi, 2017, ISBN 978-88-45-93176-5.
- Brucia l'aria, Milano, Feltrinelli, 2021, ISBN 8807034573.
- Nella perfida terra di Dio, Sergio Bonelli Editore, 2022 ISBN 9788869617270
- In principio era la Bestia, Feltrinelli, 2023 ISBN 9788807035289
- Troppo Sud, Edizioni LOW, 2025 ISBN 979-12-81531-17-8